# Prebold
Prebold est une commune située dans la région de Basse-Styrie au centre de la Slovénie.

## Géographie
La commune est située au nord-est de la Slovénie dans la région historique de Basse-Styrie. Elle est située entre Ljubljana et Maribor dans la vallée de la rivière Save.

### Villages
Les localités qui composent la commune sont Dolenja vas, Kaplja vas, Latkova vas, Marija Reka, Matke, Prebold, Sv. Lovrenc et Šešče pri Preboldu.

## Démographie
Entre 1999 et 2021, la population de la commune a légèrement augmenté pour dépasser 5 000 habitants,.
Évolution démographique
| 1999  | 2000  | 2001  | 2002  | 2003  | 2004  | 2005  | 2006  | 2007  |
| ----- | ----- | ----- | ----- | ----- | ----- | ----- | ----- | ----- |
| 4 543 | 4 616 | 4 639 | 4 626 | 4 665 | 4 644 | 4 609 | 4 598 | 4 601 |
| 2008  | 2009  | 2010  | 2011  | 2012  | 2013  | 2014  | 2015  | 2016  |
| 4 662 | 4 599 | 4 734 | 4 916 | 4 998 | 5 052 | 5 002 | 4 999 | 5 007 |
| 2017  | 2018  | 2019  | 2020  | 2021  |       |       |       |       |
| 5 067 | 5 068 | 5 084 | 5 103 | 5 210 |       |       |       |       |